# トッシー・ほったまの「ばかだなぁ〜♪って言われたい」
トッシー･ほったまの「ばかだなぁ〜♪って言われたい」は2007年4月6日からスーパー・エキセントリック・シアターのPodcastで配信されていたインターネットラジオ番組。毎週金曜日更新。通称「ばかいわ」。

## 概要
- タイトルの通り、オープニングでは2人の最近のばか体験を話している。
- ゲストが来たときは3つの質問をし、必ず最初に最近のばか体験を聞く。
- 第65回放送から、NTT DoCoMoの携帯電話でも聴くことが可能になった。第110回放送で終了。
- KENNとのイベント、べしゃりライヴでは「超新人LIVEMEN」としてCDを出した。
- 「頑張るんだよ、踏ん張るんだよ」というのは、親知らずこと準レギュラー井上優の名台詞である。
- 「優人歌（トモウタ）」は第143回・144回でドッキリを仕掛けられた井上優の人柄の良さを歌にした楽曲である。

## パーソナリティー
- 豊永利行　通称：トッシー
- 堀田勝　通称：ほったま
- 井上優 　通称：親知らず（準レギュラー。第143回で認定、その後レギュラー昇進）
- 佐野伸一　通称：とさの（ディレクター。稀にパーソナリティとして登場）

## コーナー
- ばかいわソング
- シュールばんざい
- 面白フレーズ！笑っちゃダメよ
- ばかいわコロシアム
- ばかいわシアター
- お便りコーナー
- チックン・マーボーの何でも相談教室
- マスターへのほろにが体験
- ばかいわチャレンジ
- ばかいわＱ
- 笑っちゃダメよあっぷっぷ
- あっても、なくてもいい話

## ゲスト
- 第10回：原将明
- 第12回：林伊織
- 第20回：井関佳子
- 第26回：吉田仁美
- 第28回：庄子裕衣
- 第30回：井上優
- 第34回：藤原祐規
- 第36回：KENN
- 第38回：川本成
- 第42回（公開録音）：井上優、Kitty Guys
- 第43回（公開録音）：井上優、Kitty Guys
- 第47回：加古臨王
- 第48回：井上優
- 第49回：井上優
- 第58回：大関真
- 第59回：大竹浩一
- 第60回：松尾清高
- 第61回：髙木俊
- 第63回：YOH
- 第64回：YOH
- 第65回：YOH
- 第73回：森山栄治
- 第74回：森山栄治
- 第79回：大山鎬則
- 第82回：下崎紘史
- 第83回：下崎紘史
- 第84回：下崎紘史
- 第88回：にゃんたぶぅ
- 第91回：井上優、加古臨王、下崎紘史
- 第99回：髙木俊
- 第108回：中村太亮
- 第109回：中村太亮
- 第110回：井上優
- 第111回：井上優
- 第127回：三原珠紀
- 第128回：郷本直也
- 第129回：渡部紘士
- 第130回：渡部紘士
- 第143回：井上優、下崎紘史、加古臨王、三原珠紀、渡部紘士、庄子裕衣
- 第144回：井上優、下崎紘史、加古臨王、三原珠紀、渡部紘士、庄子裕衣
- 第149回：山田佳奈
- 第158回：にゃんたぶぅ
- 第176回：栗原功平、藤崎ルキノ
- 第202回：紅葉美緒
- 第203回：紅葉美緒
- 第206回：伊東大樹
- 第207回：伊東大樹
- 第230回：久下恵美
- 第231回：久下恵美
- 第236回：安田裕
- 第237回：安田裕
- 第241回：加藤裕
- 第242回：加藤裕
- 第250回：飯田利信
- 第251回：飯田利信
- 第252回：加古臨王
- 第253回：加古臨王
- 第254回：にゃんたぶぅ
- 第255回：にゃんたぶぅ
- 第260回：渡部紘士
- 第261回：渡部紘士
- 第265回：にゃんたぶぅ
- 第266回：久下恵美
- 第267回：工藤竜之介、辻寛子、岩楯公秀、酒井俊介、粟津耕
- 第283回：類類〜Lui Lui〜（久下恵美・及川奈央）
- 第284回：類類〜Lui Lui〜（久下恵美・及川奈央）

## イベント
- 2008年1月12日　公開録音「トッシー・ほったまとイカ○た男達」
- 2008年6月7日-8日　いつかのライブへの道「トッシー・ほったまと頼もしい大人達」
- 2009年2月7日　べしゃりライヴ　ばれんたいん風味〜VALENTINE FLAVOR〜　KENN×豊永利行・堀田 勝
- 2009年8月1日　ばかいわスタジオ見学会
- 2010年5月1日　帰ってきたバカいわスタジオ見学会
- 2010年12月25日　Ustream生放送
- 2011年10月15日　「ばかいわスタジオ見学会」２００回過ぎてやんなきゃなやんなきゃな〜と思ってたSP！

## 楽曲
- 「始めの一歩二歩」

　作詞：堀田勝・リスナー
　作曲：堀田勝
- 「青春スパイス」

　作詞・作曲：堀田勝
- 「Kitten」

　作詞・作曲：豊永利行
- 「超新人LIVEMEN」

　作詞：KENN・豊永利行・堀田勝
　作曲：KENN
　編曲：豊永利行
- 「みんなの場所」

　作詞・作曲：KENN・堀田勝
　編曲：芳野藤丸
- 「優人歌（トモウタ）」

　作詞・作曲：堀田勝